# Krasne, Bahmaci
Krasne (în ucraineană Красне) este localitatea de reședință a comunei Krasne din raionul Bahmaci, regiunea Cernihiv, Ucraina.

## Demografie
Componența lingvistică a localității Krasne
     Ucraineană (98,67%)
     Alte limbi (1,17%)
Conform recensământului din 2001, majoritatea populației localității Krasne era vorbitoare de ucraineană (98,67%), existând în minoritate și vorbitori de alte limbi.